# Entdecker und Eroberer der Welt
Entdecker und Eroberer der Welt ist eine deutschsprachige Buchreihe zur Entdeckungs- und Eroberungsgeschichte der westlichen Welt.
Die in enger Anlehnung an die von Vincent T. Harlow und James A. Williamson herausgegebene englischsprachige Reihe The Pioneer Histories des englischen Verlages A. & C. Black Ltd. erscheinenden Bände „geben eine umfassende Darstellung der großen Wanderungen europäischer Völker, die Handel, Eroberung und Siedlung jenseits der Meere bezweckten“. Verschiedene Fachgelehrte haben an ihr mitgewirkt. Die Reihe erschien seit Mitte der 1930er Jahre in Bern, Leipzig und Wien im Wilhelm Goldmann Verlag, später nur in Leipzig (bis Anfang der 1940er Jahre). Einige der nur wenige Nummern umfassenden Bände wurden von Otto Albrecht van Bebber (1880–1939) übersetzt.
Die deutsche Reihe ist weniger umfangreich als ihr englisches Vorbild, auch ihre einzelnen Bände.
Die folgende Übersicht erhebt keinen Anspruch auf Aktualität oder Vollständigkeit.

## Bände
- F. A. Kirkpatrick: Die spanischen Konquistadoren. Leipzig, Wien, Goldmann, Bern 1935

- Edgar Prestage: Die portugiesischen Entdecker. (The Portuguese Pioneers, dt.) Bern; Leipzig; Wien : Goldmann 1936 Inhaltsverzeichnis; Digitalisat der englischen Ausgabe (1933)

- John Bartlet Brebner: Die Erforscher von Nordamerika. Bern/Leipzig/Wien Goldmann, 1936

- William Foster: England erobert den Orienthandel. Leipzig: Goldmann 1938

- Eric Anderson Walker: Der große Trek. Leipzig: Goldmann 1939

- Kurt Hassert: Die Erforschung Afrikas. Leipzig, Wilhelm Goldmann Verlag, 1941

- Friedrich Hertneck: Kampf um Texas. Leipzig: Goldmann, 1941